# Sytse Jansma
Sytse Jansma (Leeuwarden, 14 september 1980) is een dichter in het Fries en Nederlands en beeldend kunstenaar. 

## Biografie
Hij heeft drie dichtbundels geschreven en publiceerde in literaire tijdschriften als De Revisor, De Moanne en Ensafh. In zijn poëzie is meertaligheid een belangrijk thema. In zijn werk combineert hij verschillende kunstvormen.
Zijn eerste uitgave verscheen in 2008: de Friestalige poëziebundel Wa’t tate seit moat ek whisky sizze. In 2015 volgde As nomaden yn tinten teplak / als nomaden in tenten terecht, een tweetalige poëziebundel. Een jaar later verscheen het prentenboek Wapper, waarbij Jansma de tekst heeft verzorgd. In januari 2024 verscheen de dichtbundel Rozige maanvissen, over Jansma's overleden geliefde.

## Prijzen
- 2006 : Rely Jorritsmapriis voor het gedicht Dat minsk berne waard
- 2011 : Rely Jorritsmapriis voor het gedicht Dagen ferwaaie
- 2012 : Rely Jorritsmapriis voor het gedicht Oprop oan alle Friezen
- 2021 : Rely Jorritsmapriis voor het gedicht It waad
- 2023 : Rely Jorritsmapriis voor het gedicht In symfoanysk akwarel fan dyn toarst[5]
- 2024: C. Buddingh'-prijs voor de dichtbundel Rozige maanvissen